# Nowodzielnik
Nowodzielnik (dawniej: 'Huta Żakowska' potocznie: 'Uta' lub 'Łuta') – wieś sołecka w Polsce położona w województwie mazowieckim, w powiecie mińskim, w gminie Siennica.
W latach 1975–1998 miejscowość administracyjnie należała do województwa siedleckiego.
Wierni Kościoła rzymskokatolickiego należą do parafii św. Stanisława Biskupa Męczennika w Siennicy.